# Polcenigo
Polcenigo is een gemeente in de Italiaanse provincie Pordenone (regio Friuli-Venezia Giulia) en telt 3205 inwoners (31-12-2004). De oppervlakte bedraagt 49,2 km², de bevolkingsdichtheid is 64 inwoners per km².
De volgende frazioni maken deel uit van de gemeente: Mezzomonte, San Giovanni, Range, Coltura, Gorgazzo.

## Demografie
Polcenigo telt ongeveer 1424 huishoudens. Het aantal inwoners daalde in de periode 1991-2001 met 1,6% volgens cijfers uit de tienjaarlijkse volkstellingen van ISTAT.
| Jaar | Inwoneraantal |
| ---- | ------------- |
| 1991 | 3177          |
| 2001 | 3127          |

## Geografie
Polcenigo grenst aan de volgende gemeenten: Budoia, Caneva, Fontanafredda, Tambre (BL).

## Externe link

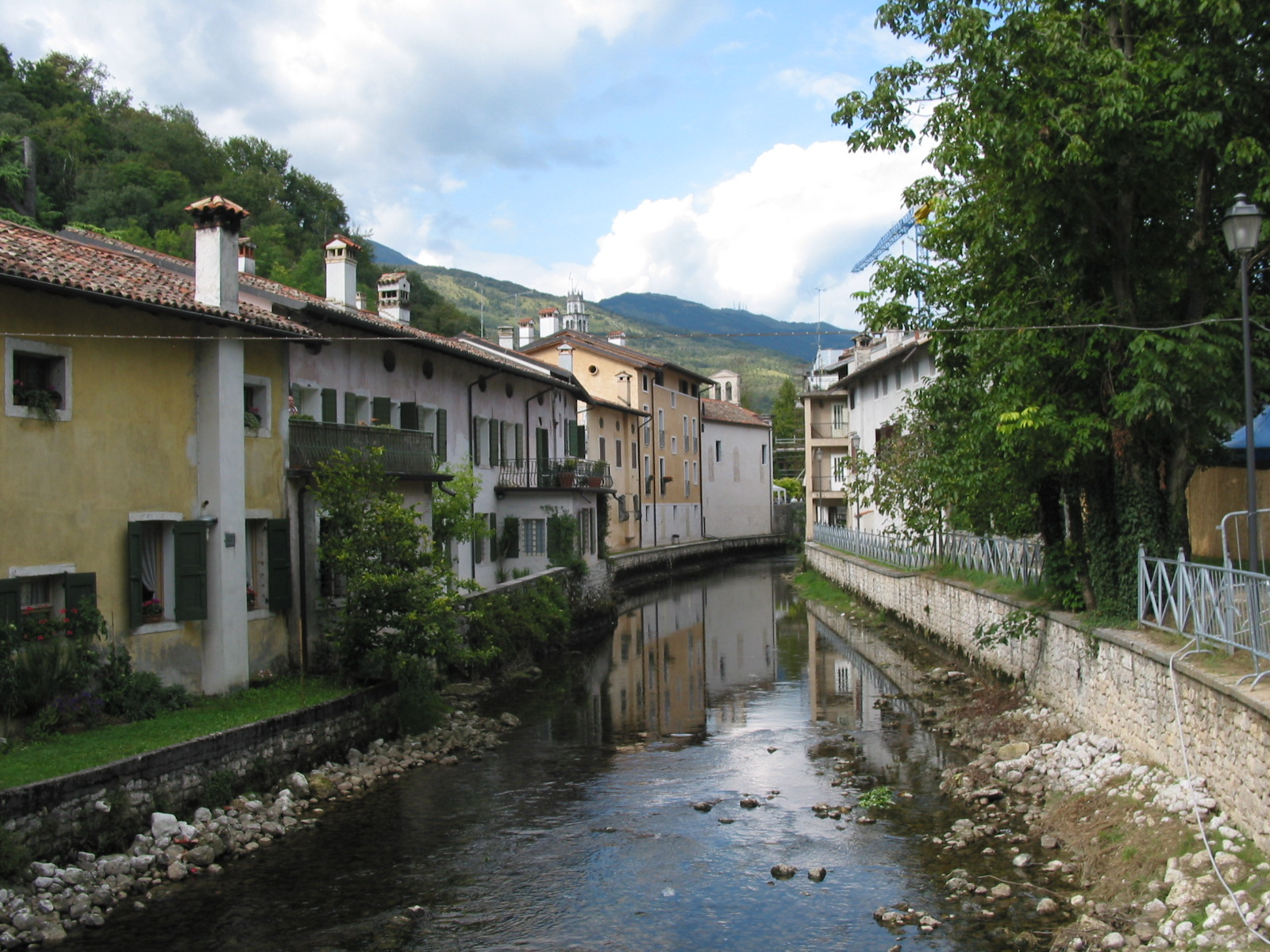
Polcenigo